# Horní Bělá
Horní Bělá település Csehországban, a Észak-plzeňi járásban. Horní Bělá Dolní Bělá, Nekmíř, Nečtiny, Manětín, Bučí, Krašovice, Loza, Líté, Zahrádka és Tatiná településekkel határos. Lakosainak száma 601 fő (2024. január 1.).

## Népesség
A település lakosságának változását az alábbi diagram mutatja:
| Lakosok száma | 782  | 886  | 881  | 691  | 624  | 554  | 552  | 566  | 568  | 601  |
|               | 1869 | 1900 | 1921 | 1961 | 1980 | 2011 | 2016 | 2019 | 2021 | 2024 |